# Ene Ring

De Ene Ring

De Ene Ring (Engels: the One Ring) is een fictieve ring uit de boeken De Hobbit en In de ban van de ring van J.R.R. Tolkien. Het is de belangrijkste van de Ringen van Macht die Tolkien beschrijft en hij wordt de Ene Ring genoemd omdat hij de andere Ringen kan regeren.

## Beschrijving
Op deze Ene Ring staat met Tengwarletters een tekst gegraveerd in de Zwarte Taal, de taal van Mordor:
"Ash nazg durbatulûk, ash nazg gimbatul, ash nazg thrakatulûk, agh burzum-ishi krimpatul"

(Nederlands: Eén Ring om allen te regeren, Eén Ring om hen te vinden, Eén Ring die hen brengen zal, en in duisternis binden.)
(Engels: One Ring to rule them all, One Ring to find them, One Ring to bring them all, and in the darkness bind them.)
Deze tekst wordt zichtbaar wanneer de Ring aan een hoge temperatuur is blootgesteld, bijvoorbeeld in een haardvuur. De ring zelf wordt daardoor niet warm.
Wanneer Gandalf deze woorden hardop voordraagt, stoppen de Elfen hun vingers in hun oren omdat de Zwarte Taal te afschuwelijk is om aan te horen.

## Geschiedenis

### Saurons plan
Rondom het jaar 1600 van de Tweede Era wordt de Ene Ring door Sauron in het vuur van Orodruin, de Doemberg, gesmeed. De benodigde smeedkunst heeft Sauron geleerd van de Gwaith-i-Mírdain, de broederschap van Celebrimbor en andere smeden. Met de Ene Ring wil Sauron de andere Ringen van Macht overheersen. Maar zodra hij de Ring aan zijn vinger doet, wordt hij doorzien door de dragers van de andere Ringen van Macht, scherpzinnige Elfen, die hun Ringen onmiddellijk afdoen. Er volgt een oorlog, waarbij Sauron de meeste Ringen van Macht weet te veroveren. Alleen de drie Elfenringen Vilya, Narya en Nenya blijven uit zijn handen. Sauron geeft de vorsten van de zeven Dwergenvolken elk een Ring, hoewel deze te taai bleken om door hem beheerst te worden, leiden deze indirect wel tot hun ondergang. De negen Ringen die aan de Mensen gegeven zijn blijken nuttiger voor Sauron, want de dragers van de Negen worden slaven van Sauron, de Nazgûl oftewel Ringgeesten.

### Effect van de Ring
Wie de Ene Ring aan zijn vinger draagt, wordt daardoor onzichtbaar. De Ring geeft de drager in feite contact met een soort tweede laag van de wereld, waarin ook de Nazgûl leven, waardoor de Nazgûl de drager kunnen zien. De Ring oefent een verslavende aantrekkingskracht uit op de drager, waardoor deze hem voor zichzelf wil houden. Wie de Ring bij zich heeft, zal lange tijd niet verouderen. De Ene Ring heeft echter op lange termijn hetzelfde effect als een van de Negen Ringen van de Mensen: de drager vervaagt en wordt uiteindelijk een Ringgeest. De negen Ringgeesten, de Nazgûl, dienen de Ring omdat hun Ringen onderhorig zijn aan de Ene Ring. De Hobbits blijken taai voor overheersing door de Ring, waarschijnlijk omdat ze minder machtsbelust zijn dan Mensen. Gollem was na 500 jaar met de Ring in contact te zijn geweest nog niet vervaagd, maar wel veranderd in een mager benig scharminkel dat het licht niet meer kon verdragen, voortdurend verlangend naar de Ring.
Op "hogere" wezens zoals Gandalf, Saruman, Radagast en Galadriel zou de Ring een andere invloed hebben. Zij zouden niet vervagen, maar de Ring zou hen een zeer grote en corrumperende macht verschaffen. Ze zouden in staat zijn om af te rekenen met Sauron en zijn Orks, maar na verloop van tijd verslaafd aan de macht raken. Uiteindelijk zou de Ringdrager zelf een duistere heerser of heerseres worden, even machtig en gevaarlijk als Sauron. Dit was waar Saruman op uit was. Sauron trachtte de Ring te krijgen, maar was niet ruimdenkend genoeg om te vermoeden dat de Reisgenoten erop uit waren de Ring te vernietigen door hem in de Doemspleet te werpen. Sauron verwachtte dat men de Ring in de oorlog wilde inzetten. Daarom stuurde hij zijn legers eropuit in een oorlog tegen Gondor, Rohan en de vrije volkeren, in plaats van ze te gebruiken om Mordor af te grendelen. Hierdoor konden Frodo en Sam Mordor binnenglippen. Zo bewerkstelligde Sauron zijn eigen ondergang.

### Verloren en gevonden
In het jaar 3441 van de Tweede Era wordt Sauron verslagen door Elendil en Gil-galad, waarna Elendils zoon Isildur de vinger waar Sauron de Ring aan draagt van zijn hand afhakt. Isildur had de Ring het beste in het vuur van de Doemberg kunnen gooien, maar hij slaat de wijze raad van Elrond in de wind en neemt de Ring voor zichzelf. Kort daarop wordt hij echter neergeschoten in de rivier de Anduin en gaat de Ring voor eeuwen verloren in het water.
Pas in het jaar 2463 van de Derde Era wordt de Ring bij toeval gevonden door de Hobbit Déagol, die vrijwel meteen door zijn hebzuchtige neef Sméagol vermoord wordt. Deze Sméagol, die later Gollem genoemd wordt, gebruikt de Ring om anderen te bespioneren en wordt geheimzinnig en slinks. Dit leidt uiteindelijk tot zijn verbanning. Na een lange zwerftocht trekt hij zich terug in grotten onder de Nevelbergen waar hij eeuwenlang blijft en leeft van vis en jonge Orks. Maar in 2941 raakt Gollem de Ring kwijt. De Hobbit Bilbo Balings vindt hem bij toeval in de gangen van de Orks. Na een lange en verre reis komt Bilbo thuis in de Gouw, waar hij een rustig leven leidt tot hij op aandringen van Gandalf de Ring in 3001 met de rest van zijn bezittingen overdraagt aan zijn verre neef en erfgenaam Frodo Balings.

### Vernietiging
De Tovenaar Gandalf, een vriend van Bilbo, probeert erachter te komen wat de oorsprong is van de Ring. Pas in 3018 weet Gandalf, na lang zoeken naar informatie, zeker dat het gaat om de Ene Ring van Sauron. Helaas komt Sauron erachter dat zijn Ring gevonden is. De Ring is daardoor niet veilig in de Gouw en Gandalf stuurt Frodo naar Rivendel om de Ring uit de handen van Sauron te houden. Achtervolgd door de Nazgûl trekken Frodo en zijn vrienden ermee naar Rivendel, waar na bijeenkomst van de Raad van Elrond het Reisgenootschap van de Ring op weg gaat om de Ring te vernietigen in de Doemberg in Mordor: het enige vuur dat de Ring zou kunnen vernietigen. Het reisgenootschap valt echter uiteen en Frodo en zijn vriend Sam Gewissies trekken met zijn tweeën naar Mordor. Gollem volgt hen, maar wordt door hen gevangen en besluit hen, bij gebrek aan enig plan om de Ring af te pakken, de weg te wijzen. De Ring wordt hoe langer hoe zwaarder, en probeert Frodo's wil over te nemen. Uiteindelijk slaagt Frodo er in de Doemberg daardoor niet in de Ring te vernietigen, maar op dat moment valt Gollem aan en bijt Frodo's vinger af. Na eindelijk de Ring terug te hebben, springt hij uitzinnig van vreugde in het rond en valt daarbij in de Doemspleten. Zo wordt de Ring uiteindelijk toch vernietigd en daarmee is Sauron definitief verslagen. Frodo komt zijn verwondingen en het gemis van de Ring echter nooit meer helemaal te boven.
Drie ringen van de elfen · Zeven ringen van de dwergen · Negen ringen van de mensen · Ene Ring